# Spathius olynthus
Spathius olynthus är en stekelart som beskrevs av Nixon 1943. Spathius olynthus ingår i släktet Spathius och familjen bracksteklar. Inga underarter finns listade i Catalogue of Life.